# Petra Lönne

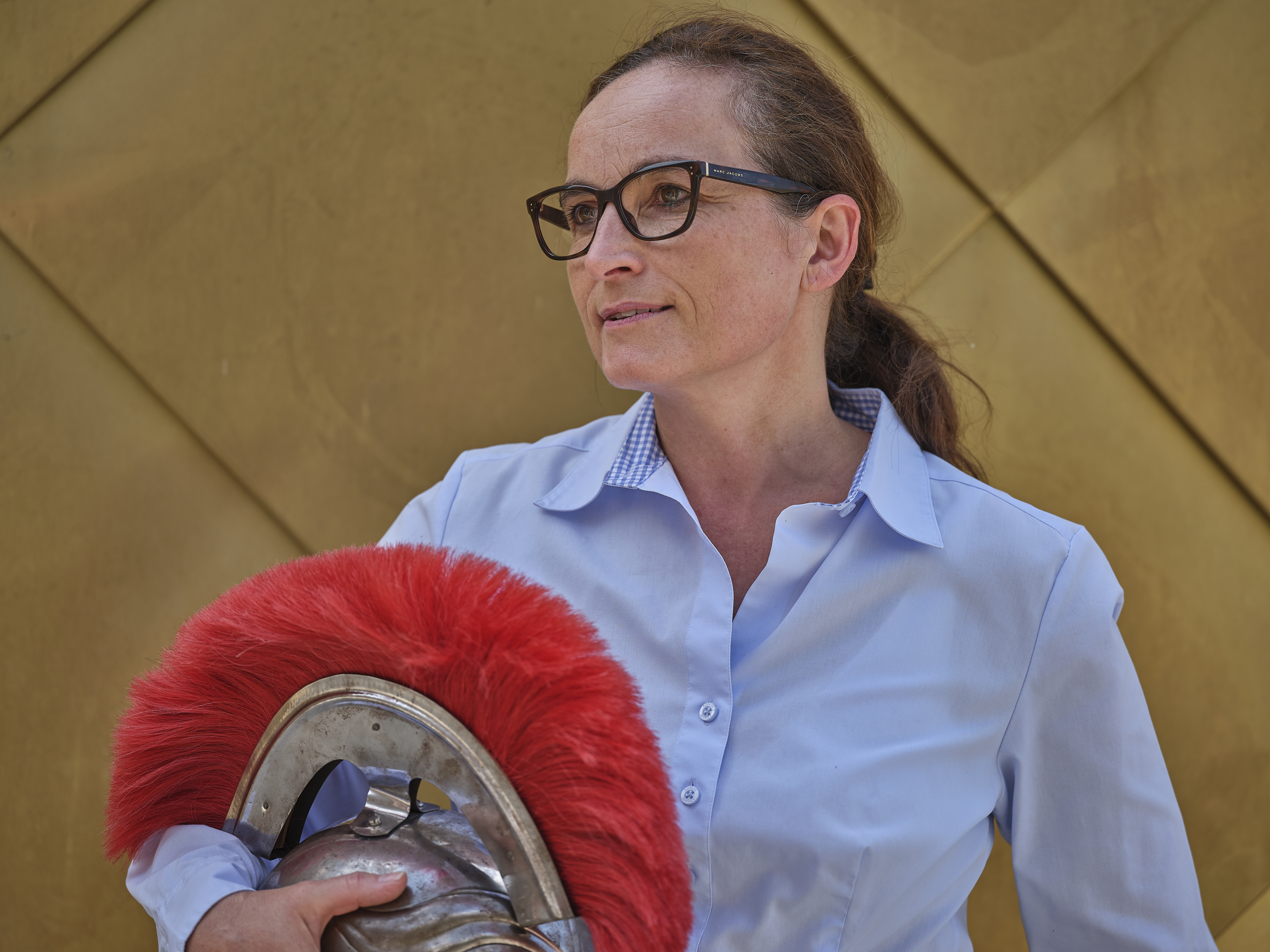
Petra Lönne, 2019

Petra Lönne (* 1968 in Aurich) ist eine deutsche prähistorische Archäologin.

## Wissenschaftlicher Werdegang
Petra Lönne studierte an der Georg-August-Universität Göttingen Ur- und Frühgeschichte, Anthropologie und Botanik. 1999 promovierte sie dort mit der Arbeit Das Mittelneolithikum im südlichen Niedersachsen. Untersuchungen zum Kulturenkomplex Großgartach, Planig-Friedberg, Rössen.
Von 1999 bis 2000 war Lönne wissenschaftliche Volontärin am Landesmuseum Württemberg in Stuttgart, Abteilung Archäologie. Von 2000 bis 2001 war sie beim Niedersächsischen Landesmuseum Hannover, Abteilung Urgeschichte, angestellt, wo sie im Rahmen eines Forschungsprojektes zur wissenschaftlichen Auswertung der in den Jahren 1938–1941 durch das Reichsamt für Vorgeschichte durchgeführten archäologischen Ausgrabungen der Moorsiedlung Hunte 1 am Dümmer tätig war. 2002 folgte eine Anstellung bei der Bezirksregierung Braunschweig zur Durchführung archäologischer Grabungen im Bereich der neolithischen Siedlung und Erdwerksanlage in Großenrode, Landkreis Northeim. Seit 2003 ist Lönne Kreisarchäologin des Landkreises Northeim. Von 2004 bis 2008 war sie gewähltes Mitglied im Hauptausschuss der Archäologischen Kommission für Niedersachsen.
2008 wurden Lönne in ihrer Funktion als Kreisarchäologin Funde von zwei illegalen Sondengängern vorgelegt, darunter eine römische Hipposandale. Ein derartiger Fund römischen Materials so weit im Osten schien ungewöhnlich. Bei einer Überprüfung im Gelände stieß man schließlich auf den Ort des Harzhornereignisses. Der Fundplatz konnte zunächst vor Raubgräbern geheim gehalten werden und die wissenschaftliche Untersuchung beginnen. Heute ist Lönne gemeinsam mit dem niedersächsischen Archäologen Michael Geschwinde für die Koordinierung des Harzhorn-Projekts zuständig.

## Schriften (Auswahl)
- Das Mittelneolithikum im südlichen Niedersachsen. Untersuchungen zum Kulturenkomplex Großgartach – Planig-Friedberg – Rössen und zur Stichbandkeramik. Leidorf, Rahden 2003, ISBN 3-89646-964-9 (Materialhefte zur Ur- und Frühgeschichte Niedersachsens, Band 31, zugleich Dissertationsschrift)
- mit R. Kossian: Dorfleben vor 5000 Jahren. In: Archäologie in Deutschland, Heft 3/2003, S. 8–13.
- Das verschwundene Dorf  „Susa“. In: Archäologie in Niedersachsen. Heft 7, 2004, S. 105–108.
- Ausgrabungen im Bereich der mittelalterlichen Töpfereiwüstung Bengerode bei Fredelsloh, Ldkr. Northeim. Süd-Niedersachsen. In: Zeitschrift für regionale Forschung und Heimatpflege Heft 2/2004, S. 45–48.
- Ein Töpfereistandort der Zeit um 1300 in Fredelsloh, Ldkr. Northeim (Niedersachsen, Deutschland). In: A. Heege (Hrsg.): Töpferöfen – Pottery kilns – Four de potiers. Die Erforschung frühmittelalterlicher bis neuzeitlicher Töpferöfen (6.–20. Jh.) in Belgien, den Niederlanden, Deutschland, Österreich und der Schweiz, Basler Hefte zur Archäologie 4, Basel 2007, S. 367–374.
- Michael Geschwinde, Henning Haßmann, Petra Lönne, Michael Meyer und Günther Moosbauer: Roms vergessener Feldzug. Das neu entdeckte römische Schlachtfeld am Harzhorn. In: Niedersachsen. In: Varusschlacht im Osnabrücker Land (Hrsg.), Ausstellungskatalog: 2000 Jahre Varusschlacht. Band 2: Konflikt, Stuttgart 2009, S. 228–232.
- R. Wiegels, G. Moosbauer, M. Meier, P. Lönne und M. Geschwinde: Eine römische Dolabra mit Inschrift aus dem Umfeld des Schlachtfeldes am Harzhorn (Lkr. Northeim). In: Niedersachsen. Archäologisches Korrespondenzblatt. Band 41, 2011, S. 561–570.
- Mittelalterhaus Nienover. Eine Reise in die Vergangenheit. In: Archäologie in Niedersachsen. Heft 15/2012, S. 77–80.
- F. Berger, F. Bittmann, M. Geschwinde, P. Lönne, M. Meyer. G. Moosbauer: Die römisch-germanische Auseinandersetzung am Harzhorn (Ldkr. Northeim, Niedersachsen).In: Germania. Band 88, 2010 (2013), S. 313–402.